# Felix Draeseke

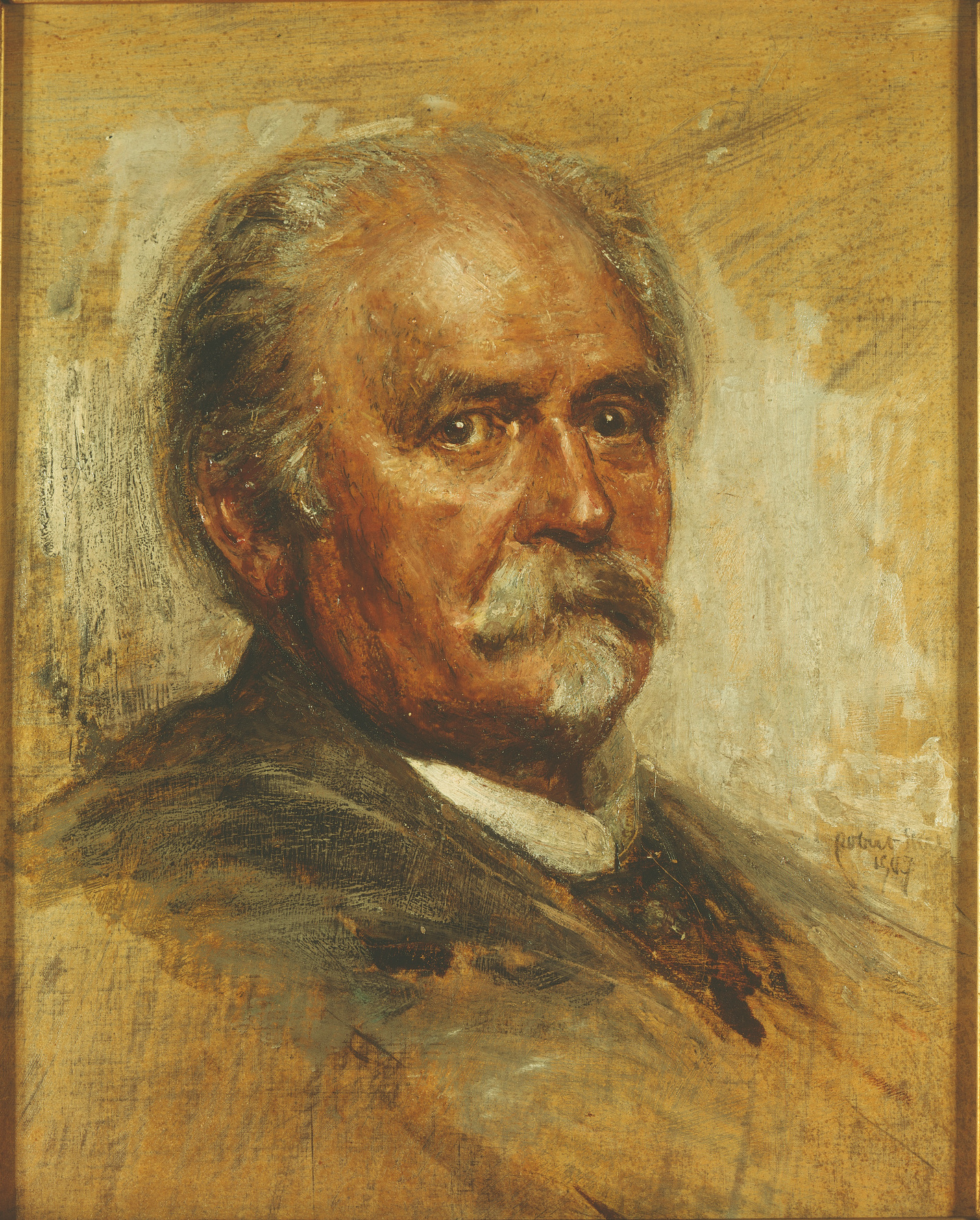
Felix Draeseke, Porträt von Robert Sterl (1907)

Felix August Bernhard Draeseke (* 7. Oktober 1835 in Coburg; † 26. Februar 1913 in Dresden) war ein deutscher Komponist. Er gehörte im deutschsprachigen Raum zu den bedeutendsten Vertretern der Musik seiner Zeit. Ausgehend von der Neudeutschen Schule entwickelte er einen an klassischen Idealen ausgerichteten, spätromantischen Kompositionsstil. Draeseke machte sich daneben auch als Musikpädagoge und Musikschriftsteller einen Namen.

## Leben

### Frühe Jahre: 1835–1852

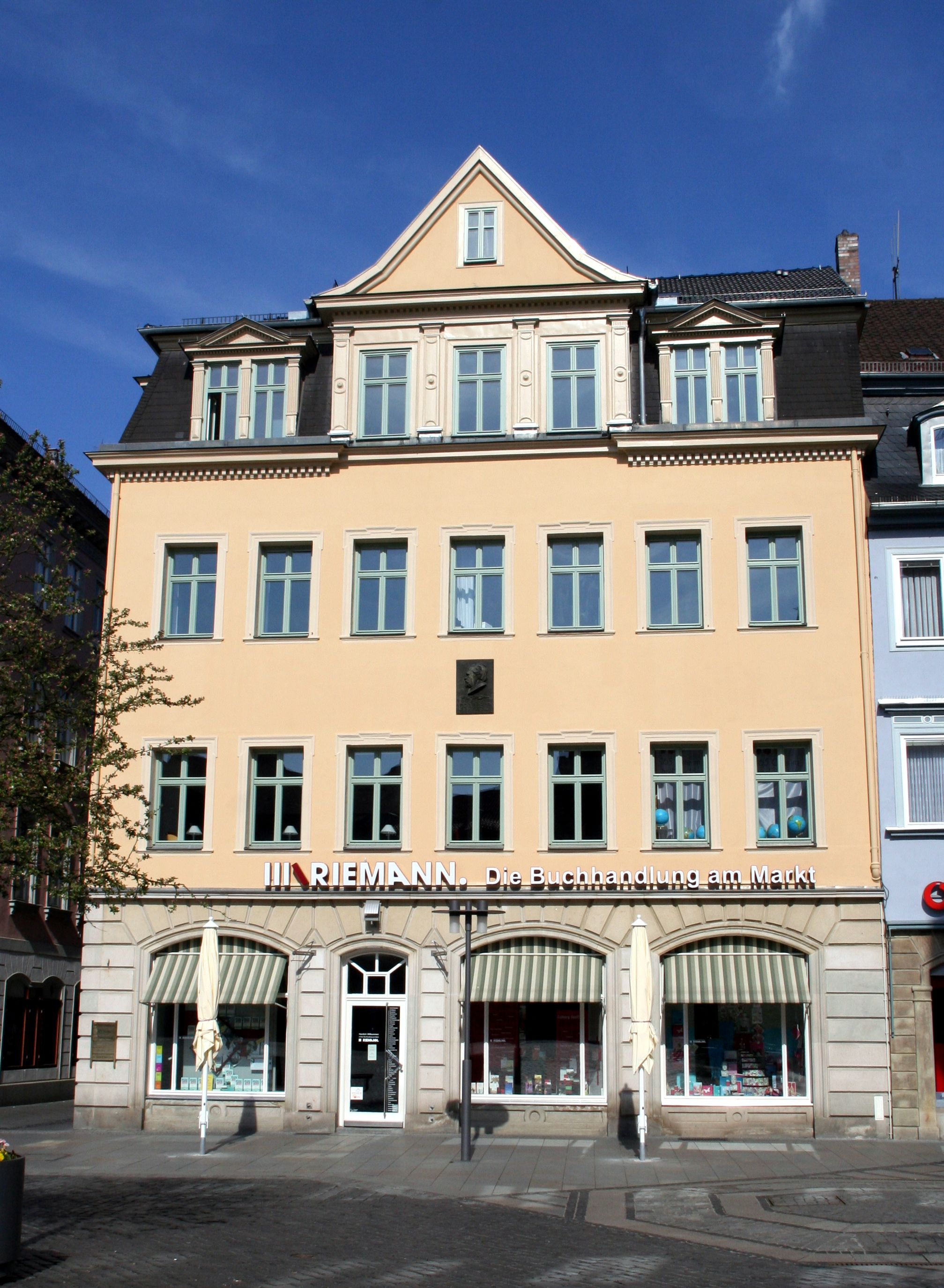
Geburtshaus in Coburg, Markt 9

Felix Draeseke wurde am 7. Oktober 1835 in Coburg geboren. Sowohl väter- als auch mütterlicherseits entstammte er angesehenen protestantischen Theologenfamilien: Sein Vater, Superintendent Theodor Draeseke (1808–1870), war der Sohn des Bischofs Johann Heinrich Bernhard Dräseke, seine Mutter Maria Draeseke geb. Hanstein (1815–1835) die Tochter des Superintendenten Gottfried August Ludwig Hanstein. Maria Draeseke starb acht Tage nach Felix’ Geburt, sodass das Kind von den drei Schwestern seines Vaters erzogen wurde. 1840 heiratete der Vater Emilie Bähring (1821–1882). Aus dieser zweiten Ehe gingen weitere zwölf Kinder hervor. Den Großteil seiner Kindheit verbrachte Felix Draeseke im nahe Coburg gelegenen Rodach.
Obwohl er im Alter von fünf Jahren an einer Mittelohrentzündung erkrankte, die nie wirklich ausheilte und sein Gehör nachhaltig schädigte, begeisterte sich der junge Draeseke sehr für die Musik, erlernte das Klavierspiel und schrieb als Achtjähriger sein erstes Klavierstück. 1850 nahm er Studien in Komposition bei dem Flötisten Caspar Kummer und entschied sich bald darauf, den Beruf eines Musikers zu ergreifen. Im April 1852 trat Draeseke ins Leipziger Konservatorium ein. Die folgenden drei Jahre studierte er Musiktheorie bei Robert Papperitz und Ernst Friedrich Richter, Klavier bei Louis Plaidy und Ignaz Moscheles, Komposition bei Julius Rietz sowie Musikgeschichte bei Franz Brendel.

### Im Banne der Neudeutschen: 1852–1862
Zu Pfingsten 1852 befand sich Draeseke in Weimar und wohnte einer von Franz Liszt geleiteten Aufführung des Lohengrin von Richard Wagner bei. Durch dieses Erlebnis wurde Wagner das große Vorbild des jungen Musikstudenten, der sich alsbald selbst an die Komposition seiner ersten Oper König Sigurd (nach einer Vorlage des Dichters Emanuel Geibel) machte. Wie Wagner verfasste Draeseke das Libretto selbst – eine Praxis, die er in allen seinen Opern beibehielt.
1853, während eines Aufenthaltes in Berlin, lernte Draeseke den Liszt-Schüler und Wagner-Anhänger Hans von Bülow kennen, später einer der großen Pianisten und Dirigenten seiner Zeit, mit dem ihn bald eine enge Freundschaft verband. Der Enthusiasmus für den progressiven Musikstil der Neudeutschen Schule Liszts und Wagners ließ Draesekes Interesse am Konservatorium Leipzig schnell erlahmen. Die meisten seiner Lehrer waren sehr konservativ ausgerichtet und standen den Idolen Draesekes skeptisch bis feindlich gegenüber. Oft kam es deshalb vor, dass er die Unterrichtsstunden gar nicht erst besuchte.

„Herr Draeseke hat sich selbst dispensiert; über seine Fortschritte weiß ich daher nichts zu sagen“

1855 trat Draeseke enttäuscht aus dem Konservatorium aus. Im gleichen Jahr engagierte ihn Franz Brendel – – einer der wenigen Konservatoriumslehrer, die den Neudeutschen nahestanden – für eine Saison als Konzertkritiker seiner Neuen Zeitschrift für Musik. Draeseke nutzte die Gelegenheit, um hier mit spitzer Feder für seine Ideale einzutreten. Brendel unterstützte auch die Veröffentlichung von Draesekes Essays über Wagner sowie die Symphonischen Dichtungen Liszts.
Im Februar 1857 leitete Hans von Bülow das erste Treffen mit Liszt in Weimar in die Wege, der sich von der fast vollendeten König-Sigurd-Oper beeindruckt zeigte. Draeseke fand freundliche Aufnahme in den Kreis des verehrten Vorbildes. Besonders wichtig für ihn wurden hier die Freundschaften mit Hans Bronsart von Schellendorf und Peter Cornelius. Auch Richard Wagner, der damals als politisch Verfolgter in der Schweiz lebte, lernte er bei einem Besuch 1859 persönlich kennen und wurde Zeuge der Fertigstellung von dessen Tristan und Isolde. Mit Werken wie der Ballade Helges Treue (seinem offiziellen op. 1), der Kantate Germania an ihre Kinder auf einen Text Heinrich von Kleists und der riesenhaften Tondichtung Julius Caesar sicherte Draeseke sich bald den Ruf des „ultraradikalen“ Vertreters der Neudeutschen Schule. Zum Eklat kam es im August 1861: Auf der zweiten Weimarer Tonkünstlerversammlung leitete der Komponist eine Aufführung seines Germania-Marsches. Die Komposition wurde von der Musikkritik gnadenlos verrissen. Draeseke erinnerte sich später:

„Durch dieses Stück wurde ich als Schrecken der Menschheit hingestellt und zwar in ganz Deutschland, indem alle Zeitungen sich beeilten, über die Schule en bloc ein Verdammungsurteil zu fällen, mich aber als die besonders gefährliche Bestie zu kennzeichnen.“

Die Neudeutschen mussten eine große Niederlage hinnehmen. Liszt zog noch im gleichen Jahr nach Rom, Draeseke übersiedelte 1862 in den französischsprachigen Teil der Schweiz, die Suisse romande.

### Vierzehn „verlorene Jahre“: 1862–1876

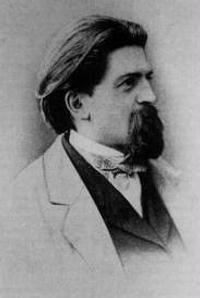
Draeseke um 1870 (unbekannter Fotograf)

Die Zeit in der Schweiz verlief für den Komponisten weitgehend ereignislos. Ab 1864 lebte er in Lausanne, wo er als Klavierlehrer arbeitete. Mehrmals verließ er seine neue Heimat, so 1865 für eine Reise nach München, um der Uraufführung von Wagners Tristan beizuwohnen. 1869 folgte eine große Reise nach Frankreich, Spanien, Nordafrika und Italien.
Seine künstlerische Produktivität hielt sich in dieser Zeit in Grenzen: Neben seiner bedeutendsten Klavierkomposition, der Sonate op. 6, entstanden in den ersten Schweizer Jahren die Symphonische Dichtung Frithiof, die Kantate Der Schwur im Rütli und einige kleinere Werke. Draeseke fühlte sich in der Schweiz nie sonderlich heimisch. Er war dort vom Hauptstrom des deutschen Musiklebens nahezu isoliert. Auch vereinsamte er in zunehmendem Maße. Seit dem Skandal von 1861 hatten sich die meisten seiner ehemaligen Mitstreiter von ihm abgewendet; Hans von Bülow hielt als einer der wenigen weiter zu ihm. Liszt, dessen Musik Draeseke nach wie vor wohlwollend, aber doch immer kritischer gegenüberstand, besuchte er nur gelegentlich. Der Kontakt zu Richard Wagner erlosch völlig, als dieser 1866 eine Affäre mit Bülows Frau Cosima begann, was ihm Draeseke zeitlebens übel nahm. Insgesamt hatte der Komponist über diesen Abschnitt seines Lebens, den er später als seine „verlorenen Jahre“ bezeichnete, eine ziemlich schlechte Meinung.
Dennoch darf man die Schweizer Zeit für Draesekes kompositorische Entwicklung nicht unterschätzen, da sich in ihr ein Wandel seines künstlerischen Standpunktes vollzog. Hatte er zuvor rigoros im neudeutschen Stil komponiert und seine Anschauung auch in zahlreichen Aufsätzen dargelegt, so entwickelte er nach und nach eine immer größere Skepsis und Distanz zu seinem Frühwerk. Der wichtigste Orientierungspunkt wurden ihm jetzt die Meister des Barock und der Wiener Klassik, deren formenklarer Tonsprache er nachzueifern begann. Seine avancierte Harmonik und Kontrapunktik, die er von Wagner und Liszt gelernt hatte, trachtete er von nun an mit den traditionell-klassischen Idealen zu vereinen:

„Als Kind meiner Zeit und ausgerüstet mit ihren Mitteln, wollte ich ihren Inhalt musikalisch aussprechen, aber in pietätvoller Anlehnung an die großen früheren Meister. Ihre großen Errungenschaften sollten hoch und wert gehalten werden und neben ihnen die der sogenannten Zukunftsmusik. Was diese uns an neuem Stoff und neuen Mitteln zugeführt hatte, wollte ich versuchen, der Musikwelt in klassischer Form darzubieten. Natürlich war hierunter nicht zu verstehen eine sklavische Nachbildung der früheren Leistungen. Deren Formen sollten frei behandelt und entwickelt, auch formelle Neubildungen versucht, alle gebotenen harmonischen, rhythmischen, modulatorischen Mittel ausgenutzt werden.“

Folglich wandte Draeseke sich, obwohl er auch später noch in typisch neudeutschen Gattungen wie Symphonische Dichtung und Musikdrama komponierte, nun vorrangig traditionellen Gattungen zu. So vollendete er 1872 seine erste Symphonie G-Dur op. 12 (eine bereits 1855 komponierte Jugendsymphonie hat er vermutlich selbst vernichtet). Das Werk erlebte in den nächsten Jahren mehrere recht erfolgreiche Aufführungen.
Bei den Neudeutschen stießen Draesekes neue Erkenntnisse aber eher auf kühle Reaktionen. So soll Liszt angeblich nach Hören des Lacrimosa op. 10 (später arbeitete Draeseke es in sein Requiem op. 22 ein) geäußert haben, aus dem Löwen sei ein Kaninchen geworden.
1876 verließ Draeseke die Schweiz und kehrte nach Deutschland zurück.

### Der angesehene Komponist: 1876–1906

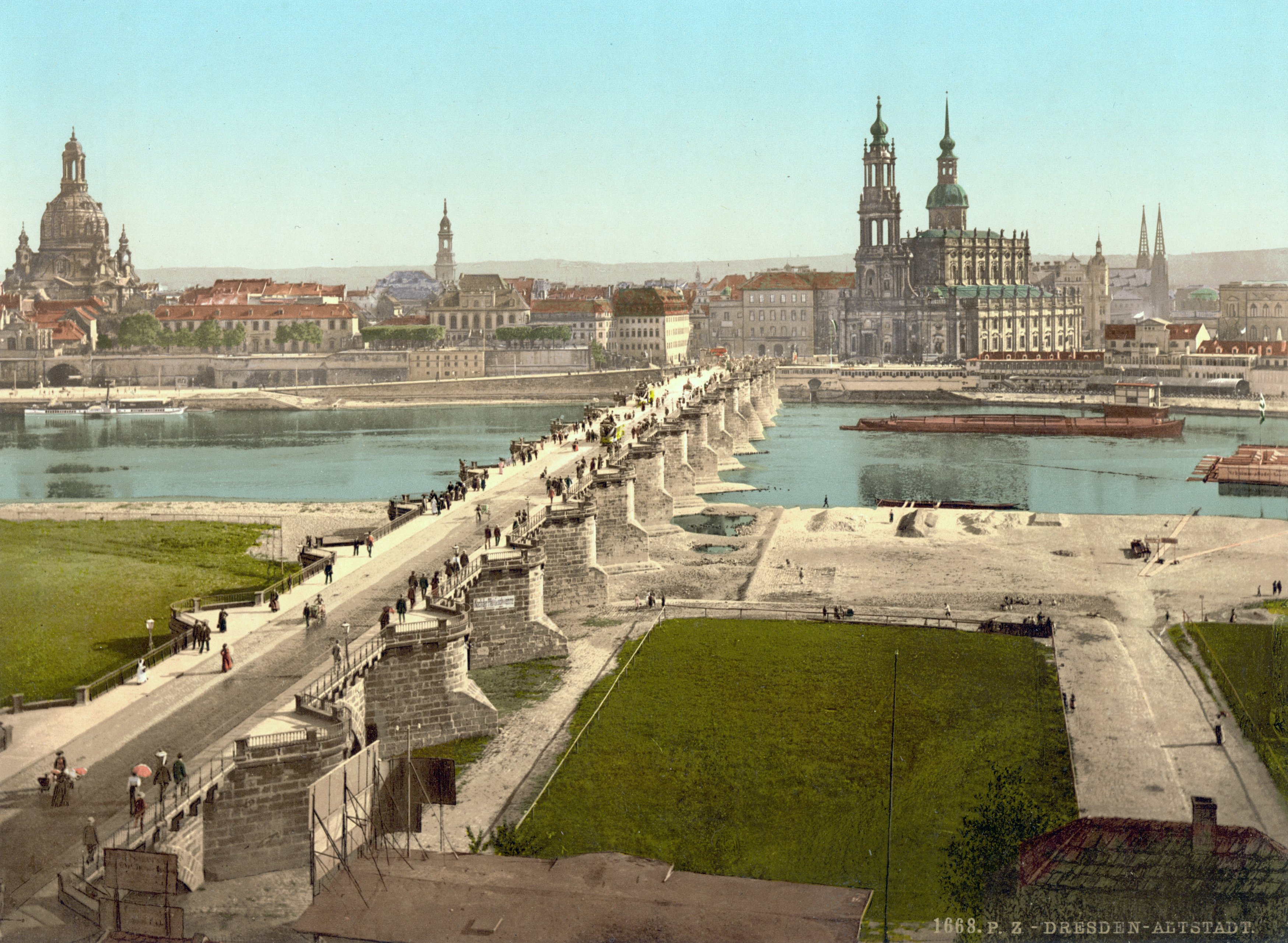
Blick auf Dresdner Altstadt mit Augustusbrücke um 1900

Als neuen Wohnort hatte er Dresden ausersehen. Bevor er im August 1876 dorthin übersiedelte, hielt er sich noch eine Zeit lang in seiner Geburtsstadt Coburg auf, wo er die Symphonie Nr. 2 F-Dur op. 25 komplettierte, deren Uraufführung zwei Jahre später mit großem Erfolg unter der Leitung Ernst von Schuchs stattfand. Außerdem fuhr er nach Bayreuth, wo er der Uraufführung des Ring des Nibelungen beiwohnte, ohne freilich Wagner persönlich aufzusuchen.
Sein Einkommen bezog Draeseke während der ersten Jahre in Dresden von privaten Musikschülern. Erst im September 1884 erhielt er eine feste Anstellung am Konservatorium der Stadt. Als Professor für Komposition, Harmonielehre und Kontrapunkt, der seine Lehren auch in dem einst viel verwendeten Unterrichtsbuch Der gebundene Styl niederlegte, bildete er zahlreiche bedeutende Musiker heran. Zu seinen Schülern gehörten Alberto Franchetti, Walter Damrosch, Paul Büttner, Theodor Blumer, Leo Kestenberg und Gustav Grossmann sowie Georg Pittrich. Seine Schaffenskraft nahm wieder deutlich zu. Es entstanden die Opern Dietrich von Bern (1879, später revidiert und in Herrat umbenannt) und Gudrun (1883) sowie das Requiem h-Moll op. 22 (1880). Das Jahr 1880 wurde Draesekes „Liederjahr“, denn fast die Hälfte seines Schaffens für Singstimme und Klavier entstand in dieser Zeit.
Allerdings stellte Draeseke all diese Kompositionen durch ein weiteres Werk in den Schatten: 1886 vollendete er nach langwieriger Arbeit seine dritte Symphonie C-Dur op. 40, der er den Beinamen Symphonia Tragica gab. Diese umfangreiche, zyklisch angelegte Symphonie kann als wohl bedeutendste Umsetzung seines künstlerischen Credos in Musik gelten. Sie wurde nach der Uraufführung 1888, erneut unter Schuch, Draesekes durchschlagender Erfolg in deutschen Konzertsälen. Durch die Symphonia Tragica konnte auch der Kontakt zu seinem Freund Hans von Bülow wiederhergestellt werden. Zwar hatte Draeseke für ihn den Umgang mit Wagner abgebrochen, aber ab 1872 bestanden auch zu Bülow praktisch keine Kontakte mehr, wohl weil sich dieser inzwischen von Wagner ab- und dessen Antipoden Johannes Brahms zugewandt hatte, der Draeseke als einen seiner Hauptkonkurrenten betrachtete. Bülow wurde einer der wichtigsten Interpreten von Draesekes neuer Symphonie.
Seinen Ruhm als einen der angesehensten Tonsetzer der Zeit vermochte Draeseke in den folgenden Jahren noch zu festigen. Dazu trugen Werke bei wie die Orchesterserenade D-Dur op. 49, die Symphonischen Vorspiele zu Calderóns Das Leben ein Traum op. 45 und zu Kleists Penthesilea op. 50 (alle 1888), die Große Messe fis-Moll op. 60 (1891), die Oper Merlin (1905) und zahlreiche Kammermusikwerke, unter denen das dritte Streichquartett cis-Moll op. 66 (1895) und das Streichquintett F-Dur op. 77 (1900) besondere Erwähnung verdienen.
Das kammermusikalische Schaffen legt, darin der Arpeggionesonate Franz Schuberts durchaus ähnlich, auch ein Zeugnis für das rege Interesse des Komponisten für neu entwickelte Instrumente ab. So finden sich darunter zwei zu Lebzeiten nicht publizierte Sonaten für Viola alta und Klavier, sowie ein gleichfalls erst posthum herausgegebenes Streichquintett A-Dur (1897), in dem Draeseke eine Violotta verwendet.
Zu seinen kompositorischen Erfolgen gesellte sich für den alternden Meister auch privates Glück: Im Mai 1894 heiratete der 58-jährige seine ehemalige Schülerin Frida Neuhaus (1859–1942) und führte mit ihr eine äußerst glückliche Ehe. 1899 komplettierte er sein seit 1864 in Arbeit befindliches Opus Magnum Christus. Ein Mysterium in einem Vorspiele und drei Oratorien op. 70–73, mit dem er eine Art geistliches Gegenstück zu Wagners Ring schuf. Anlässlich seines 70. Geburtstages wurden 1905 in ganz Deutschland Konzerte zu Ehren Draesekes veranstaltet.

### „Konfusion“ und letzte Jahre: 1906–1913
„Angesichts der sehr traurigen Zustände, in denen sich die heutige Musik befindet, sind wir wohl berechtigt, von Konfusion zu reden. Denn die Unklarheit und Verwirrung ist so hoch gestiegen, daß auch viele Künstler sich nicht mehr in ihr zurechtfinden. Schauten frühere Zeiten erbitterte Kämpfe, die von feindlich gegenüberstehenden Parteien ausgefochten wurden, so erschreckt unsere Epoche durch einen erbarmungslosen Kampf aller gegen alle, ohne daß man den künstlerischen Grund dieses Kampfes zu entdecken vermöchte!“

Diese Worte eröffnen Draesekes Schrift Die Konfusion in der Musik, die er am 4. Oktober 1906 in der Neuen Musikzeitung veröffentlichte. Mit diesem „Mahnruf“, wie er es nannte, reagierte der Komponist auf die von jüngeren Kollegen gepflegte musikalische Moderne der Zeit, mit der er hart ins Gericht ging. Die in der Schrift angesprochenen Kritikpunkte beziehen unter anderem gegen veristisch-naturalistische Tendenzen und der damit einhergehenden, von Draeseke als allzu dominant empfundenen Bevorzugung der Programmmusik Stellung. Auch beklagte er, dass die jüngeren Tonsetzer viel zu großen Wert auf Instrumentation legten und dafür Form, Melodik und Rhythmus vernachlässigten. Der Tenor Draesekes war, dass es zum Zeitpunkt der Veröffentlichung keine von ihren Kunstidealen fest überzeugten musikalischen Parteien mehr gäbe, die in ihren Tonschöpfungen gegeneinander um eine richtige Weiterentwicklung der Musik rängen.
Draeseke empfand sich durchaus noch als Vertreter der progressiven Neudeutschen Schule Liszts und Wagners, deren Ideen konträr zu denen einer beispielsweise von Felix Mendelssohn Bartholdy und Johannes Brahms repräsentierten „konservativen“ Richtung standen. Es entging ihm offenbar, dass dieser Parteienstreit für die Musikszene der Jahrhundertwende nur noch eine mehr oder weniger historische Bedeutung hatte. Umso mehr musste es Draeseke verwirren, dass gerade er vielen jungen Kollegen seit Brahms’ Tod 1897 als Hauptvertreter der konservativen deutschen Komponisten galt.
Mit seiner Anprangerung der Konfusion erreichte er letztendlich nur, dass die Kritisierten in ihm einen fortschrittsfeindlichen Reaktionär sahen und sich von ihm abwandten. Als Beispiel möge die Reaktion von Richard Strauss gelten, den Draeseke – ohne seinen Namen zu erwähnen, aber deutlich erkennbar – in der Konfusion gemaßregelt hatte: Strauss, der sich zu Anfang seiner Dirigentenkarriere auch für die Symphonia Tragica einsetzte und dessen Frühwerk deutlich den Einfluss Draesekes zeigt, stellte ihn nun in einer Zeitungsveröffentlichung – ebenfalls ohne direkte Namensnennung – in eine Reihe mit „zünftige[n] Fachgenossen, […], ohne schöpferische Potenz“, welche „sich als festgeschlossene ‚Reaktionspartei‘ mehr und mehr wieder an die Öffentlichkeit“ wagten.

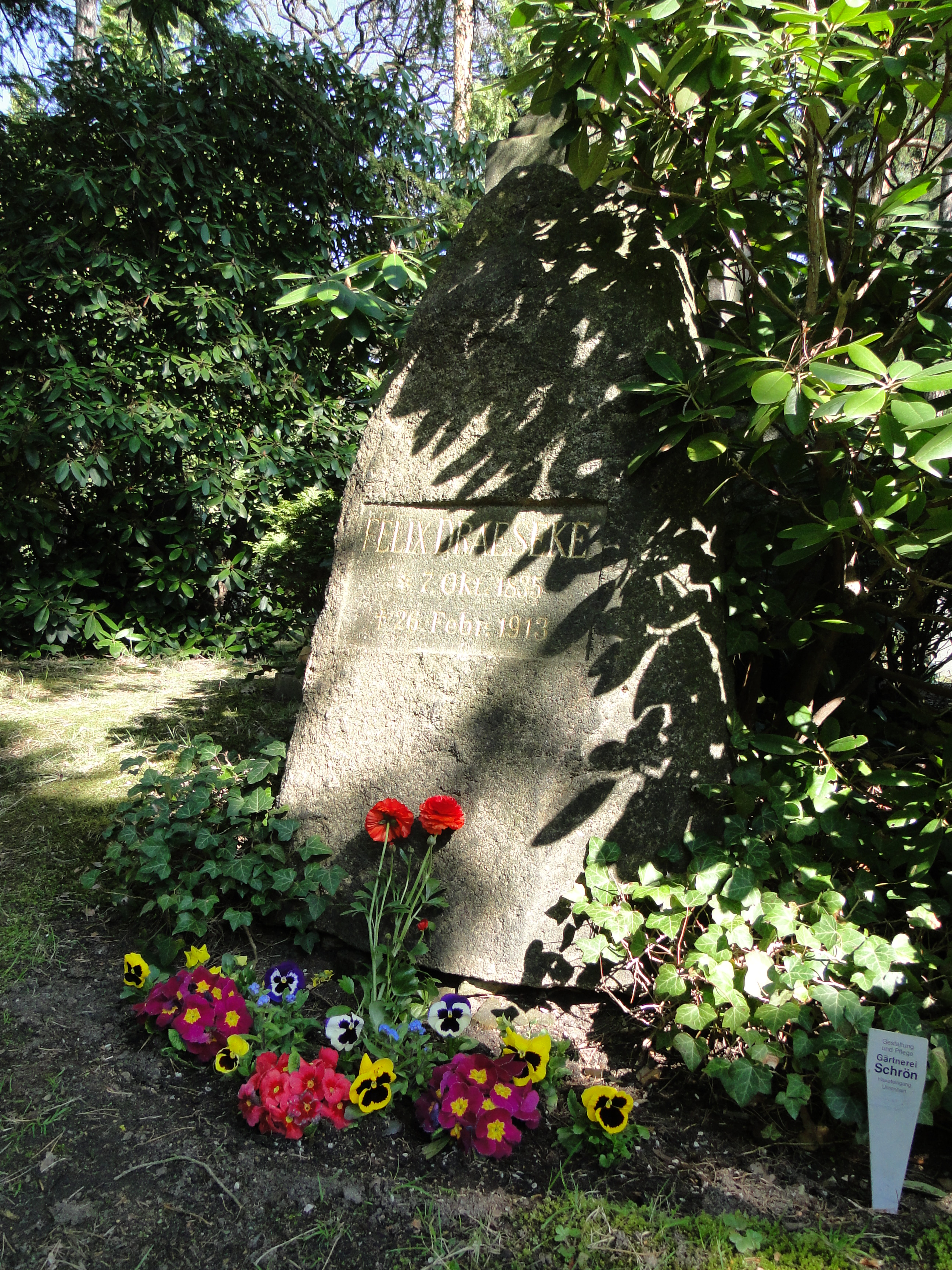
Grab Felix Draesekes auf dem Urnenhain Tolkewitz in Dresden

In seinen letzten Lebensjahren wurden Draeseke von institutioneller Seite her zahlreiche Ehrungen zuteil. Im Jahr 1898 hatte ihm der sächsische König den Titel des Hofrates verliehen, 1906 folgte die Ernennung zum Geheimen Hofrat. Die Philosophische Fakultät der Universität Berlin überreichte ihm 1912 die Ehrendoktorwürde für seine Verdienste um die „Wiederherstellung des alten Glanzes der deutschen Musik.“
Diese Auszeichnungen konnten jedoch nicht verhindern, dass das Ansehen des Komponisten Draeseke, ungeachtet seines Ruhms als Musikpädagoge, nach Veröffentlichung der Konfusion in der Musik seinen Zenit überschritten hatte. Draesekes Gehörerkrankung war mittlerweile fast zur völligen Taubheit fortgeschritten, was die Isolation des Komponisten vom aktiven musikalischen Geschehen noch förderte und die kompositorische Tätigkeit quantitativ einschränkte.
Seine durch äußerste Konzentration auf das Wesentliche gekennzeichneten letzten Werke demonstrieren jedoch eine ungebrochene Schöpferkraft und großen Einfallsreichtum. Zu ihnen gehören die Große Messe a-Moll op. 85 (1909) und das Requiem e-Moll (1910), die im streng polyphonen A-cappella-Satz komponiert sind und damit im Gegensatz zu den entsprechenden früheren Kompositionen Draesekes ganz auf ein Orchester verzichten, sowie die nur zwanzigminütige Symphonia Comica (1912), die vierte Symphonie des Komponisten, mit der er einen witzig-ironischen Blick auf die traditionsreiche Gattung wirft.
Im Februar 1912 konnte Felix Draeseke mit der ersten Gesamtaufführung des Christus-Mysteriums seinen letzten großen Triumph erleben. Im November desselben Jahres zog er sich eine Lungenentzündung zu und konnte seine Dresdner Wohnung nicht mehr verlassen. Am 26. Februar 1913 erlag der 77-jährige Komponist einem Schlaganfall. Er wurde auf dem Urnenhain Tolkewitz beigesetzt.

## Rezeption
Die Symphonia tragica, seine dritte Sinfonie, wurde 1888 unter Ernst von Schuch in Dresden umjubelt uraufgeführt. Draeseke fand zwischen den Giganten Brahms und Bruckner stilistisch einen eigenen Weg.
Noch in den 1920er Jahren galt die Tragica vielen als eine der bedeutendsten Symphonien überhaupt; führende Dirigenten wie Arthur Nikisch, Fritz Reiner, Hans Pfitzner oder auch Karl Böhm setzen sich für sie ein.
Die Draeseke-Rezeption war großenteils eine Angelegenheit der Fachwissenschaft. Wenn auch der hohe Rang von Draesekes Musik nie ernsthaft in Zweifel gestellt wurde, erreichte der Komponist trotz zahlreicher Erfolge zu Lebzeiten nie wirkliche Beliebtheit. Vielen erschien sein Stil, dessen Hauptaugenmerk auf einer stark kontrapunktisch verdichteten Verarbeitung des thematischen Materials liegt, als zu kompliziert und wenig eingängig. In dieser Hinsicht ähnelt er seinen jüngeren Zeitgenossen Max Reger und Hans Pfitzner (übrigens ein großer Bewunderer der Symphonia Tragica) sehr, die man als seine musikalischen Nachfolger bezeichnen kann und deren Werke ebenfalls bei Fachleuten mehr Anklang als beim Publikum fanden.
Bezeichnend für das Verhältnis des Publikums zu Draeseke ist eine Prognose Hans von Bülows, die er seinem Freund 1889 stellte:

„Werke wie die Deinigen können im Laufe der Dinge nur analegomena figuriren. Vulgus will ergötzt, sagen wir erquickt sein und solche „niedere“ Tendenz ist Dir allzubekanntlich wildfremd. Man wird Deiner Musik – von Sachverständiger Seite – stets den gebührenden Respekt entgegenbringen, aber auf besondere Sympathie darfst Du nirgends rechnen.“

Hinzu kam, dass Draeseke selbst nicht als ausübender Musiker für sich eintreten konnte: Sein Klavierspiel reichte für eine Pianistenkarriere nicht aus und eine Tätigkeit als Dirigent blieb ihm durch sein geschädigtes Gehör versagt. Er war somit einer der ersten Komponisten der Musikgeschichte, die gänzlich auf die Hilfe von Interpreten angewiesen waren.
Nach Draesekes Tod hatte man zwar begonnen, seine Werke pietätvoll zu pflegen, doch machte der 1914 einsetzende Erste Weltkrieg dem schnell ein Ende. Die Zahl der Interpreten, die sich für seine Musik einsetzten, nahm ab. Der 1922 verstorbene Arthur Nikisch war einer der letzten Dirigenten, die Draesekes Symphonien im ständigen Repertoire führten. Schon in den 20er Jahren galt Draeseke somit als ein größtenteils vergessener Komponist einer vergangenen Epoche.
Diese Situation begann sich ab 1933 zu ändern: Die Nationalsozialisten versuchten nach ihrer Machtergreifung, den von ihnen propagierten Überlegenheitsanspruch der „arisch-deutschen Rasse“ auch kulturell zu untermauern. Dazu benutzten sie die Musik zahlreicher bedeutender Komponisten wie Ludwig van Beethoven, Richard Wagner und Anton Bruckner. Als Wagner-Verehrer und Schöpfer von auf germanischen Sagen beruhenden Heldenopern in dessen Nachfolge geriet auch Draeseke bald ins Blickfeld der NS-Kulturpolitik. Mit dem Segen der Komponistenwitwe und Nachlassverwalterin Frida Draeseke begann man, „Draeseke-Feste“ zu veranstalten und seine Werke ideologisch einzusetzen. Erich Roeder (1902–1945) verfasste mit Der Lebens- und Leidensweg eines Deutschen Meisters eine umfangreiche Biografie Draesekes in zwei Bänden, die zwar als Standardwerk über den Komponisten gilt, jedoch bestimmte Tatsachen verfälschend darstellt (zum Beispiel wird die Freundschaft zu Hans von Bülow negativ umgedeutet) und den Komponisten im nationalsozialistischen Sinne als „artreinsten deutschen Musiker“ und „Ideal eines deutschen Künstlers“, eines „von Moll nach Dur durchstoßenden neugermanischen Musikers“ feiert.
Diese propagandistische Vereinnahmung schadete dem Ruf Draesekes ungemein. Wilhelm Furtwängler, der 1927 in einem Brief geäußert hatte:

„Seit drei Jahren habe ich die Absicht, die Tragica von Draeseke aufzuführen; ich mußte sie dieses Jahr – ungern – im letzten Moment wieder beiseite legen, weil andere „aktuellere“ Werke (d. h. solche, die im Gegensatz zu Draeseke nur ein Eintagsdasein führen!) dazwischen kamen,“

also durchaus an den Komponisten glaubte, setzte aus Protest dagegen kein Draeseke-Werk auf seine Konzertprogramme. Auch zahlreiche andere Interpreten, die dem Regime ablehnend gegenüberstanden, verfuhren auf diese Weise. Nach dem Zweiten Weltkrieg wurde es folglich um Draeseke noch stiller als zuvor.
In Konzertführern aus den 1950er Jahren findet zwar noch das eine oder andere Werk ausführliche Erwähnung, aber aufgeführt wurde die Musik des Komponisten so gut wie nicht mehr. Um diese Situation zu Gunsten Draesekes zu korrigieren, wurde 1986 in Coburg die Internationale Draeseke-Gesellschaft gegründet, die sich seither für eine systematische Verbreitung und Aufführung seiner Kompositionen einsetzt. Im Konzertbetrieb erkennt man Anfänge einer Wiederbelebung der Tonschöpfungen dieses zweifellos bedeutenden Musikers.
Zahlreiche Hauptwerke Draesekes sind als CD-Aufnahmen verfügbar. Das Klassiklabel cpo veröffentlichte 2000 bis 2005 die vier Sinfonien, MDG (Musikproduktion Dabringhaus & Grimm) die erste Sinfonie und das Klavierkonzert op. 36 (Es-Dur).
Die CD 'The Romantic Piano Concerto Vol. 47', erschienen 2008 beim englischen Klassiklabel Hyperion Records, veröffentlichte sein Klavierkonzert op. 36 und machte Draeseke damit auch international wieder etwas bekannter.
1990 spielte das Label 'Bayer' das Christus-Mysterium auf 5 CDs ein.

## Werke (Auswahl)

### Opern
- König Sigurd (1856–1858; WoO 2). Große Oper in einem Vorspiel und 3 Akten. Libretto: Felix Draeseke (nach Emanuel Geibel). UA (Teilaufführung?) 1867 Meiningen
- Dietrich von Bern (1877; WoO 12). Große Oper in 3 Abteilungen. Libretto: Felix Draeseke. UA 1879?
  - Neubearbeitung: Herrat (1885; WoO 13). Große Oper 3 Akten. Libretto: Felix Draeseke. UA 1892 Dresden
- Der Waldschatzhauser (WoO 17; 1882). Volksstück mit Musik (Oper). Libretto: Felix Draeseke (nach Wilhelm Hauff).
- Gudrun (1884; WoO 14). Große Oper in 3 Akten. Libretto: Felix Draeseke. UA 1884 Hannover
- Bertran de Born (1894; WoO 22). Große Oper in 3 Aufzügen. Libretto: Felix Draeseke. UA (Ouvertüre) 1901 Dresden
- Fischer und Kalif (1895; WoO 24). Opéra comique mit Tanz in einem Aufzug. Libretto: Felix Draeseke. UA 1905 Prag
- Merlin (1905; WoO 30). Oper in drei Aufzügen, Libretto: Felix Draeseke (nach Karl Leberecht Immermann, Mythe). UA 1913 Gotha und Coburg

### Chorkompositionen

#### Geistliche Werke
- Adventlied (nach Fr. Rückert) für Soli, Chor und Orchester (1871/75)
- Requiem h-Moll op. 22 für Soli, Chor und Orchester (1883) – Kritische Urtextausgabe 2013, Pfefferkorn Musikverlag Leipzig
- Salvum fac regem op. 55  für gemischten Chor a cappella (4stimmig) (1889)
- Psalm 93 op. 56 für gemischten Chor a cappella (6, 4 und 8stimmig) (1889)
- Vier Gesänge für gemischten Chor op. 57 (1. Offertorium „Confitebor tibi“ 4st., 2. Graduale „Beati quorum via“ 6st, 3. Graduale „O bone Jesu“ 5st., 4. Graduale „In die angustiae“ 4st.) (1891)
- Psalm 23 op. 59 für Frauen- oder Kinderchor a cappella (3stimmig) (1889)
- Große Messe fis-Moll op. 60 für Soli, Chor und Orchester (1890)
- Christus. Ein Mysterium in einem Vorspiele und drei Oratorien (1899):
  - Vorspiel: Die Geburt des Herrn op. 70
  - 1. Oratorium: Christi Weihe op. 71
  - 2. Oratorium: Christus der Prophet op. 72
  - 3. Oratorium: Tod und Sieg des Herrn op. 73
- Psalm 57 WoO 31 für Bariton, Männerchor und Orchester (1907)
- Große Messe a-Moll op. 85 für gemischten Chor a cappella (1909)
- 'Requiem e-Moll WoO 35 für fünf Gesangsstimmen a cappella (1910)

#### Weltliche Werke
- Germania an ihre Kinder WoO 3a, Kantate für Sopran, Männerchor und Orchester (nach Heinrich von Kleist; 1859)
- Der Schwur im Rütli WoO 9, Kantate für Sopran, Männerchor und Orchester, Text von Draeseke (1869)
- Osterszene aus Goethes „Faust“ op. 39 für Baritonsolo, Chor und Orchester (und Harmonium) (1863/64–1886/87)
- Columbus op. 52, Kantate für Männerchor, Sopransolo und Orchester, Text von Draeseke (1889)
- Parzengesang WoO 33 für Alt und Orchester (nach Johann Wolfgang von Goethe; 1907)

### Orchesterwerke
- Julius Caesar WoO 6, Symphonische Dichtung (1860)
- Frithiof WoO 7, Symphonische Dichtung (1865)
- Symphonie Nr. 1 G-Dur op. 12 (1872)
- Symphonie Nr. 2 F-Dur op. 25 (1876)
- Symphonisches Andante WoO 11, für Solo-Violoncello und Orchester (1876)
- Violinkonzert e-Moll WoO 15 (1881; nur in Fassung für Violine und Klavier erhalten)
- Klavierkonzert Es-Dur op. 36 (1886)[3]
- Symphonie Nr. 3 C-Dur op. 40 Symphonia Tragica (1886)
- Das Leben ein Traum op. 45, Symphonisches Vorspiel nach Pedro Calderón de la Barca (1888)
- Serenade D-Dur op. 49 (1888)
- Penthesilea op. 50, Symphonisches Vorspiel nach Heinrich von Kleist (1888)
- Akademische Festouvertüre op. 63 (1889)
- Der Thuner See WoO 27, Symphonische Dichtung (1903)
- Der Traum ein Leben WoO 29, Symphonisches Vorspiel nach Franz Grillparzer (1904)
- Symphonie Nr. 4 G-Dur WoO 38 – Symphonia Comica (1912)

### Kammermusik
- Ballade für Violoncello und Klavier h-Moll op. 7 (1867)
- Streichquartett Nr. 1 c-Moll op. 27 (1880)
- Streichquartett Nr. 2 e-Moll op. 35 (1886)
- Klarinettensonate B-Dur op. 38 (1887; auch Fassung als Violinsonate)
- Quintett für Klavier, Horn, Violine, Viola und Violoncello B-Dur op. 48 (1888)
- Cellosonate D-Dur op. 51 (1890)
- Sonate für Viola alta und Klavier Nr. 1 c-Moll WoO 21 (1892)
- Streichquartett Nr. 3 cis-Moll op. 66 (1895)
- Streichquintett für 2 Violinen, Viola, Violotta und Violoncello A-Dur WoO 25 – Stelzner-Quintett (1897)
- Szene für Violine und Klavier op. 69 (1899)
- Streichquintett für 2 Violinen, Viola und 2 Violoncelli F-Dur op. 77 (1901)
- Sonate für Viola alta und Klavier Nr. 2 F-Dur WoO 26 (1902)
- Suite für 2 Violinen op. 86 (1911)
- Kleine Suite für Englischhorn und Klavier op. 87 (1911)

### Klaviermusik
- Fantasiestücke in Walzerform op. 3, Nr. 1 H-Dur, Nr. 2 As-Dur (1862/63)
- Deux Valses de Concert op. 4, Nr. 1 Valse-Rhapsodie es-Moll (1867) Nr. 2 Valse-Impromptu Des-Dur (1868)
- Zwei Konzertwalzer op. 5, Nr. 1 Valse-Nocturne E-Dur, Nr. 2 Valse-Scherzo cis-Moll (1862/63/67)
- Sonata quasi fantasia op. 6 (1867)
- Fantasie über Themen aus François-Adrien Boïeldieus Die Weiße Dame, op. 8 (1866)
- Petite Histoire op. 9 (1869)
- Fata Morgana. Ein Ghaselenkranz op. 13 (1876/77)
- Dämmerungsträume op. 14 (1876/77)
- 6 Fugen op. 15 (1876)
- Was die Schwalbe sang op. 21 (1882/83)
- Miniaturen op. 23 (1883)
- Rückblicke op. 43 (1888)
- Scheidende Sonne (1888)

### Lieder
- Insgesamt 96 Lieder für Singstimme und Klavier, darunter:
  - Helges Treue, Ballade nach Moritz von Strachwitz op. 1
  - Ritter Olaf, Ballade nach Heinrich Heine op. 19
- Der Mönch von Bonifazio, Melodram nach Conrad Ferdinand Meyer op. 74

### Schriften
- Der Dichter und der Componist (1856)
- Richard Wagner, der Componist (1856)
- Franz Liszt’s neun symphonische Dichtungen (1857)
- Liszt’s Dante-Symphonie (1860)
- Peter Cornelius und seine hinterlassenen Werke (1874)
- Anweisung zum kunstgerechten Modulieren (1875)
- Kirchenmusikalische Zeitfragen (1883)
- Die Lehre von der Harmonia in lustige Reimlein gebracht, mit serieusen Exemplis und Aufgaben ausgestattet und denen eifrigen Schülern zur Stärkung des Gedächtnisses eindringlich empfohlen (1883)
- Der gebundene Styl (1902)
- Die Konfusion in der Musik. Ein Mahnruf (1906)
- Lebenserinnerungen (zwischen 1908 und 1911 von Frida Draeseke aufgezeichnet; unveröffentlicht)

## Nachlass
Der Nachlass von Felix Draeseke wird in der Sächsischen Landesbibliothek – Staats- und Universitätsbibliothek Dresden aufbewahrt.